# Samuel Doe

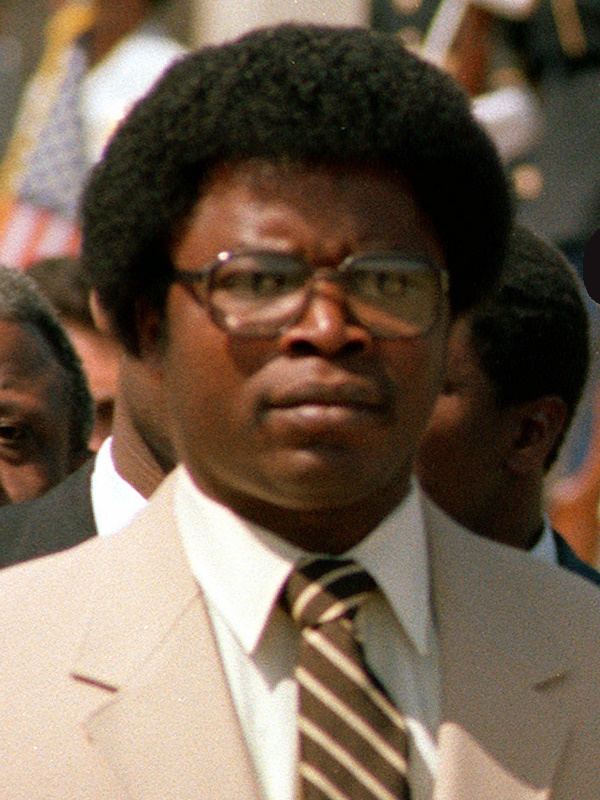
Samuel Doe

Samuel Kanyon Doe (n. 6 mai 1951 - d. 9 septembrie 1990) a fost conducătorul Liberiei în perioada 1980 - 1990,  mai întâi ca lider militar și mai târziu politician. 
A fost primul președinte indigen din istoria modernă a acestui stat.
Sub conducerea sa, porturile liberiene au fost deschise comerțului cu Europa, China și Canada.
După 1985, începe să devină indezirabil și se amplifică opoziția împotriva sa.
Este alungat de la putere de un grup de rebeli și în toamna lui 1990 este capturat, torturat și ucis.

## Biografie
Samuel Kanyon Doe s-a născut pe 6 mai 1951, în Tuzon, un mic oraș din sud-estul Liberiei, situat în Grand Gedeh.  Familia sa aparținea poporului Krahn, un grup indigen minoritar important în acea regiune la vremea respectivă.   La vârsta de șaisprezece ani, Doe a finisat școala, ciclul gimnazial, după care a urmat studiile la  Liceul baptist din Zwedru. 
S-a înscris în Forțele Armate ale Liberiei, sperând astfel să obțină o bursă pentru studii superioare în Kakata, însă a fost înrolat pentru a face serviciul militar. Au urmat 10 ani, el a fost repartizat la o serie de stații de serviciu, nclusiv și pe segmentul educațiv la o școală militară, precum  și conducerea unui sortiment de garnizoane și închisori din Monrovia. A terminat studiile superioare prin corespondență. Doe a fost promovat la gradul de Sergent Maestru la 11 octombrie 1979 și a devenit administrator al Batalionului a III-lea din Monrovia.

## Lovitura de stat din 1980, noul guvern
Pe 12 aprilie 1980 comandantul unui grup de soldați Krahn și sergentul Samuel Doe au condus  lovitura de stat, fiind atacat Congresul Executiv Liberian și asasinat președintele William R. Tolbert, Jr. Forțele sale au ucis încă 26 de susținători ai lui Tolbert în lupte.  Treisprezece membri ai cabinetului au fost executați public zece zile mai târziu. Alte demonstrații publice au fost făcute pentru a-și arăta puterea și a umili oamenii lui Tolbert înainte de ai ucide. La scurt timp după lovitura de stat, miniștrii au fost implicați într-un marș nud în jurul orașului Monrovia și apoi executați pe plajă. Sute de funcționari guvernamentali au fugit din țară, în timp ce alții au fost arestați.

## Președinție
În perioada de conducere  Doe s-a prezentat ca lider luminat. În anul 1982, după ce a efectuat o vizită  oficială în Coreea de Sud , a obținut titlul de doctor onorific la Universitatea din Seul. În 1989 a obținut diplomă de licență la Universitatea din Liberia.

### Relațiile cu Statele Unite
În primii ani de activitate, Doe a sprijinit în mod deschis Statelor Unite în politica externă din Africa în anii 1980, perioada  Războiului Rece, desființând relațiile diplomatice dintre Liberia și Uniunea Sovietică.

## Incercare de lovitură de stat
În urma tentativei de lovitură de stat condusă de Thomas Quiwonkpa și uciderea sa ulterioară, Doe a anunțat într-o emisiune de radio și televiziune că oricine a găsit pe stradă după un cuplu de ieșire de la ora 18.00 va fi considerat un rebel și imediat executat..